# Profilaxi Pre-exposició en adults per la Prevenció d'infecció per VIH.
La profilaxi preexposició (PrEP) en adults per la Prevenció d'infecció per VIH és una estratègia de prevenció que consisteix en l'ús de medicaments antiretrovirals per evitar la infecció pel VIH en persones seronegatives que tenen un risc elevat de contraure el virus. Es pren de forma regular o segons una pauta específica abans de l'exposició al VIH, com ara en relacions sexuals de risc o en altres situacions de vulnerabilitat. La PrEP ha demostrat ser altament efectiva quan s’utilitza correctament, i és una eina clau en les estratègies de salut pública per reduir la transmissió del VIH. Aquest mètode complementa altres mesures de prevenció, com l’ús de preservatius i les proves regulars de detecció del VIH. La seva implementació està recomanada per organismes internacionals de salut i s’ha incorporat progressivament a programes sanitaris de diversos països.
Organismes internacionals i locals en diverses parts del món, incloses l'Organització Mundial dels Salut i societats científiques, han avaluat la PrEP i l'han proposat com una estratègia de prevenció valida en contextes variats.

## Definició
La profilaxi preexposició (PrEP amb les sigles en angles) és una mida utilitzada quan les persones seronegatives, però exposades a un alt risc de contraure la infecció pel VIH prenen medicaments cada dia per reduir les possibilitats de contraure-la.
El medicament contra el VIH utilitzat per la prEP es diu Truvada (emtricitabina-tenofovir, disoprolol). La PrEP és més eficaç quan es pren el medicament cada dia.
Els centres pel control i la prevenció de malalties (CDC) informa'n que alguns estudis han demostrat que l'ús diari de la PrEP redueix el risc de contreure la infecció pel VIH mitjançant les relacions sexuals en més d'un 90% i l'ús de drogues injectables en més d'un 70%.

### Punts importants de la profilaxi PrEP
- Evidència de l'eficàcia i seguretat de la PrEP.

Eficàcia i seguretat de la PrEP s'han demostrat en assajos clínics i s'han confirmat en estudis observacionals darrere la posada en marxa de programes específics en diferents països.
- Beneficis i riscos de profilaxi preexposició.

Valoració global: l'eficàcia de la PrEP basada en TDF/FTC (Truvada) depèn de l'adherència a la pauta prescrita que s'ha establert en 4 comprimits / setmana per mantenir una eficàcia elevada.
- Desenvolupament d'un programa PrEP.

La PrEP s'ha de considerar com una modalitat de prevenció que sigui un enfocament general de salut sexual i salut pública.
Criteris per la prescripció de la PrEP: consideracions prèvies.
- Àrees de futura investigació.

Estan en marxa fases d'extensió d'assajos clínics.

### Evidencia de la eficacia i seguretat de la PrEP.
''' Eficàcia i seguretat de la PrEP s'han demostrat en assajos clínics i s'han confirmat en estudis observacionals darrere la posada en marxa de programes específics en diferents països. '''2- Beneficis i riscos de ''profilaxi preexposició''''' Valoració global: l'eficàcia de la PrEP basada en ''TDF/FTC (Truvada)'' depèn de ''l'adherència a la pauta prescrita'' que s'ha establert en ''4 comprimits/setmana'' per mantenir una eficàcia elevada. '''3- Desenvolupament d'un programa PrEP''' La PrEP s'ha de considerar com una modalitat de prevenció que sigui un enfocament general de salut sexual i salut pública. Criteris per la prescripció de la PrEP: consideracions prèvies. '''4- Àrees de futura investigació''' Estan en marxa fases d'extensió ''d'assajos clínics.'' === Evidència de l'eficàcia i seguretat de la PrEP. === ''L'eficàcia i seguretat'' de la PrEP s'han demostrat en assajos clínics i s'han confirmat en ''estudis observacionals'' darrere la posada en marxa de programes específics en diferents països. Les dades provenen d'estudis duts a terme en homes que tenen relacions sexuals amb homes ''(HSH)'', en ''parelles heterosexuals serodiscordants'', independentment del membre infectat, i en usuaris de drogues parenterals ''(UDP)''. Els estudis s'han realitzat quasi exclusivament amb la combinació ''d'emtricitabina (FTC) i tenofovir, disoprofol, fumarat'' ''(TDF)'', administrats de manera contínua o en pautes intermitents relacionades amb el contacte de risc. ''Els assajos clínics i els estudis observacionals'' han mostrat que la PrEP amb ''FTC/TDF'' presenten grans beneficis pel que fa a la prevenció de la transmissió del VIH, amb reduccions superiors al 85% en alguns estudis. L'eficàcia és molt dependent de l'adherència a la pauta prescrita. Tots els estudis hi han analitzat també els potencials inconvenients de l'estratègia: '''1)''' '''Toxicitat''', amb més intolerància digestiva que amb placebo, amb pèrdua significativa de la densitat mineral òssia i disminució de l'aclariment de creatinina, encara que aquests efectes manquen de rellevància clínica durant el període observat i són reversibles rere la suspensió dels fàrmacs; '''2)''' '''Desenvolupament de resistències''', que ha estat excepcional entre els receptors de profilaxi que posteriorment han adquirit la infecció per VIH; '''3)''' '''Increment del desenvolupament d'infeccions de transmissió sexual''' ''(ITS)'', com número i tipus no són grans ni diferents dels que presenten avanç de la PrEP. Per tant, els beneficis i riscos evidenciats en els estudis de PrEP recolzen l'administració a persones amb elevat risc d'adquisició del VIH. === Beneficis i Riscos de la Profilaxi pre-exposició. === '''La utilització de fàrmacs per prevenir la infecció''' pel VIH en persones no infectades amb exposició de risc (''profilaxi pre-exposició'' |PrEP|) es va basar inicialment en l'eficàcia demostrada en models animals.
En aquests estudis l'ús dels nucleòtids TDF i molt més la combinació amb emtricitabina (TDF/FTC) aconseguia evitar la infecció de macacos exposats al SIV per via rectal.
La implementació d'aquesta estratègia deu ser sustentada per l'evidència científica aportada pels assajos clínics controlats.En aquest escenari és fonamental prestar atenció tant a l'eficàcia com a la seguretat d'una intervenció preventiva dirigida a població sana.

### Assajos clínics en HSH
iPrEx (Iniciativa Profilaxi Pre-exposició
- PROUD.[15]
- IPERGAY. Realitzat a França i el Canadà.[16]
- HPTN 067 / ADAPT (Alternative to Augment PrEP Pill-Taking).[17][18]
- En l'estudi iPrEx la PrEP va associar-se una reducció relativa del risc d'infectar-se del 44%.
- En l'estudi PROUD entre les persones assignades a rebre tractament preventiu solament 3 es van infectar pel VIH (1,2 infeccions per 100 persones-any), cosa que va suposar una reducció relativa de risc del 86%.
- En l'assaig IPERGAY, les incidències d'infecció pel VIH van ser 0,91 i 6,6 per 100 persones-any segons els grups de tractament o de placebo, el que va suposar una reducció relativa de risc d'infectar-se del 86%.

#### Assajos clínics en homes i dones heterosexuals
- Partners-PrEP.[19]
- TDF2.[20]
- FEM-PrEP.[21][22][23]
- VOICE (Vaginal and Oral Interventions to Control the Epidemic).[24][25]
- HPTN 067 / ADAPT (Alternative Dosing to Augment PrEP Pill-Taking).[26]
- NEXT-PrEP.[27]

#### Assajos clínics en dones heterosexuals (profilaxi vaginal)
- CAPRISA 004.[28]
- VOICE.[29]
- FACTS-001.[30]
- En l'estudi Partners-PrEP l'ús de TDF i TDF/FTC va disminuir el risc d'infecció pel VIH en un 67% i 75%, respectivament.
- En l'estudi TDF-2 l'eficàcia protectora global de la combinació TDF/FTC va ser del 62%.
- L'assaig FEM-PrEP va ser suspès prematurament quan es va comprovar l'absència d'efecte protector de TDF/FTC contra la infecció pel VIH, a causa d'una adherència molt dolenta.
- En l'assaig VOICE cap medicació de l'estudi va reduir de manera significativa el risc d'infecció pel VIH. Els braços de TDF i del Tenofovir en gel van ser suspesos per falta de protecció contra la infecció pel VIH. La combinació TDF/FTC tampoc va demostrar un efecte protector. Aquests resultats són explicables, almenys, parcialment, per baixa adherència.
- En l'assaig CAPRISA-004 el risc d'adquisició del VIH es va reduir globalment en un 39% entre les dones assignades al gel de tenofovir i en un 54% en les dones amb una tassa d'adherència superior al 80%.
- En l'estudi FACTS-00130 La incidència d'infecció pel VIH va ser la mateixa en les dones assignades a la rama de tenofovir en gel que en les assignades a placebo. En les dones a les quals el tenofovir era detectable el risc es va reduir en un 52%.

#### Assajos clínics en UDP.(missatges documentats a la xarxa).
- Bangkok Tenofovir Study.[31][32]

### Estudis observacionals.
Els bons resultats d'alguns dels assajos clínics hi han portat establir cohorts de seguiment observacional com continuació d'aquests.
També, l'autorització per part de l'Agència del Medicament dels Estats Units (FDA) per l'ús de la PrEP en Juliol de 2012 ha permès a diversos centres d'aquest país l'aplicació fora d'assajos clínics. Això està generant un nombre creixent de comunicacions i publicacions sobre l'efectivitat i seguretat d'aquesta estratègia preventiva.
- iPrex-OLE (IPrEx Open Label Expansion).[33][34][35]
- Demonstration Project.[36]
- Cohort de la Kaiser Permanente Medical Center.[37]
- The Partners Demostration Project.[38]

En els estudis observacionals es confirma l'eficàcia de la PrEP en diferents escenaris, eficàcia que és relaciona directament amb l'adherència a les pautes de profilaxi utilitzades.

### Valoració global.
Un nombre creixent d'assajos clínics i estudis observacionals confirma l'eficàcia de la PrEP basada en TDF/FTC en persones amb elevat risc d'infecció pel VIH. L'eficàcia depèn de l'adherència a la pauta prescrita, havent-se establert un llindar mínim de 4 comprimits/setmana per mantenir una eficàcia elevada. És possible també utilitzar pautes intermitents, associades al moment del contacte de risc, però probablement només seran una alternativa en persones amb una baixa freqüència d'exposicions de risc.
Existeixen resultats discordants en la prevenció de la transmissió heterosexual del VIH en dones, encara que són explicables per una taxa d'adherència molt baixa en aquesta població. Són necessaris nous estudis que valorin l'eficàcia de la PrEP associada a intervencions que millorin de forma significativa l'adherència en aquest grup.

## Desenvolupament d'un programa PrEP
Els assajos clínics i els estudis observacionals de PrEp han mostrat que es tracta d'una estratègia eficaç per prevenir la transmissió del VIH, segura, ben tolerada i amb escassos efectes negatius que són assumibles.
L'objectiu central de la PrEP és la prevenció de la infecció pel VIH d'un mode cost-efectiu. Per això s'ha de tenir en compte aspectes clau identificatius en els assajos clínics, com són l'elecció de la població diana adequada, assegurar el fet possible d'una adherència optima i promoure l'ús correcte i freqüent del preservatiu. Tot això junt amb un reconeixement de la importància de la realització del despistat-ge i monitoratge d'altres ITS que podrien facilitar la transmissió del VIH.
S'ha de considerar la PrEP com una modalitat de prevenció que sigui un enfocament general de salut sexual i salut pública. No es deu oferir com una mida d'intervenció exclusiva per la prevenció de la infecció per VIH, sinó prescrita dins un pla de prevenció global que inclogui el consell assistit i la formació.
Ja una sèrie de dificultats per la implementació de la pREP. La majoria se centren a definir qui rebrà PrEP, en aspectes logístics (on es deu prescriure i dispensar), en aspectes legals (limitació per dispensar la medicació antiretroviral fora dels hospitals) i en aspectes econòmics (cost de la medicació i finançament). Pel que fa a l'entorn on s'ha realitzat el control i seguiment dels usuaris, el treball d'èxit exercit en l'àmbit de la prevenció durant els últims anys per alguns centres comunitaris on es realitza la prova de detecció del VIH ens condueix a senyalar-los com ferms candidats a exercir aquest paper com s'ha demostrat en l'experiència del centre comunitari Magnet (San Francisco, USA). Aquests aspectes, importants a considerar i solucionar, no deuen endarrerir la posada en marxa de mides que han demostrat beneficis per la salut de la població.

### Criteris per la prescripció de la PrEP

#### Consideracions prèvies
1. No tota persona amb pràctiques de risc és candidata a incloure's en un programa de PrEP. S'ha discutit prèviament que les persones participants en els assajos clínics i en els estudis observacionals, en els quals s'ha demostrat l'eficàcia de PrEP, tenien, pràctiques que els situaven en risc elevat d'infectar-se pel VIH. Atenint-nos a criteris d'efectivitat, alguns organismes recomanen la PrEP a col·lectius amb un risc anual d'infecció per sobre d'un dental. La International AIDS Society (IAS) el situa en una incidència de 2 casos per 100-persones, any.,[40] i la Organización Mundial de la Salud (OMS) en 3 per 100 persones, any, inclosos els països de baixa renta.[41] La incidència pot ser molt diferent segons els països i col·lectius i poden no estar quantificada de forma adequada. L'inici de la PrEP deu portar una avaluació prèvia de les pràctiques de risc de cada individu.[42]
2. No està establerta l'eficàcia i seguretat de la PrEP en tots els grups d'edat. Fins a la data, els assajos clínics realitzats en PrEP han estat en majors de 18 anys, sense que tingui evidència solida de l'eficàcia d'aquesta intervenció en els més joves. D'altra banda, la major part de l'evidència s'ha generat amb individus per sota dels 40 anys. Es deu insistir, per tant, en l'escassa evidència disponible per persones joves (menors de 18 anys) o de més de 50 anys i, en especial, en dones menopàusiques, en les quals, per canvis fisiològics, tant l'eficàcia com la seguretat poden veure's modificades.
3. L'adherència a la PrEP és un pilar fonamental en l'eficàcia d'aquesta. Està justificat que es verifiqui la disposició a complir de forma adequada les recomanacions abans de l'inici de la PrEP, sent un factor fonamental la disposició de l'individu a adherir-se a un programa de seguiment regular en el temps.

## Àrees de futura investigació
L'evidència disponible sobre l'eficàcia de la PrEP en diferents situacions se solida. Però existeixen encara interrogants de com utilitzar aquesta estratègia d'una forma eficient i segura de la pràctica. En el moment actual, són nombrosos projectes que estan avaluant l'aplicació de la PrEp en la vida real, i estan en marxa les fases d'extensió dels assajos clínics, amb resultats que ajudaran a entendre millor els riscos i beneficis de la PrEP fora del marc de la investigació clínica. Les prioritats d'investigació haurien d'incloure els següents temes: efectivitat de la PrEP en la vida real, models de serveis sanitaris per la prescripció, dispensació i seguiment, adherència a llarg termini en la vida real, minimització de risc d'adquisició d'altres infeccions de transmissió sexual, resistències, seguretat a llarg termini, eficàcia i seguretat en poblacions especials i noves estratègies.